# Kenna James
Kenna James (Evansville, Indiana, 1995. január 16.) amerikai pornószínésznő és erotikus modell.

## Élete
2014-ben, 19 éves korában pornószínésznőként debütált. Olyan produkciós cégeknél dolgozott, mint a Girlfriends Films, Metro, FM Concepts, Blacked, X-Art, New Sensations, Vixen, Reality Kings, Mile High, Penthouse, Elegant Angel, Deeper, Digital Sin vagy a Brazzers.  
A Penthouse  2015 februárjában megválasztotta a hónap Penthouse Petjének. A következő, 2016-os évben ez megismétlődött, de immár az év Penthouse Petje címet kapta meg.
Pornószínésznőként több mint 370 filmet készített.